# Pareumelea
Pareumelea is een geslacht van vlinders van de familie spanners (Geometridae), uit de onderfamilie Ennominae.

## Soorten
- P. eugeniata Guenée, 1858
- P. fimbriata Stoll, 1782
- P. flagrata Felder & Rogenhofer, 1875
- P. hortensiata Guenée, 1858
- P. rostrata Swinhoe, 1900